# Gerrhonotus parvus
Gerrhonotus parvus là một loài thằn lằn trong họ Anguidae. Loài này được Knight & Scudday mô tả khoa học đầu tiên năm 1985.